# Sunrise Seto
Le Sunrise Seto (サンライズ瀬戸) est un train express de nuit reliant Tokyo à Takamatsu au Japon et exploité par les compagnies JR West, JR Central, JR East, JR Shikoku. Il est le successeur du train express Seto.

## Résumé
Le Sunrise Seto est entré en service le 10 juillet 1998 en même temps que le Sunrise Izumo. Il effectue une liaison aller-retour journalière entre Tokyo et Takamatsu en 9h30, sur l'île de Shikoku.
Le Sunrise Seto et le Sunrise Izumo circulent ensemble entre Tokyo et Okayama. Une fois arrivés à Okayama, ils sont découplés et effectuent chacun leur propre liaison. Le Sunrise Izumo continue vers Izumo tandis que le Sunrise Seto continue vers Takamatsu.
En 2014, il est le seul train de voyageurs exploité par 4 opérateurs JR (JR East, JR Central
JR West et JR Shikoku). Depuis la fin de l'exploitation des trains de nuit Cassiopeia et Hamanasu les 22 mars et 23 mars 2016, le Sunrise Seto est avec le Sunrise Izumo le dernier train de nuit en service régulier au Japon.

## Desserte
- （※）Indique les gares non desservies en fonction du sens de marche ou en cas de retards.

| Gares desservies par le Sunrise Seto |
| ------------------------------------ |
| Tokyo                                |
| Shinagawa （※）                      |
| Yokohama                             |
| Odawara （※）                        |
| Atami                                |
| Numazu                               |
| Fuji                                 |
| Shizuoka                             |
| Hamamatsu （※）                      |
| Osaka （※）                          |
| Sannomiya （※）                      |
| Himeji                               |
| Okayama                              |
| Kojima                               |
| Sakaide                              |
| Takamatsu                            |

## Matériel
Le train consiste en une rame automotrice à 7 voitures de la série 285. La rame compte 14 voitures lorsque le Sunrise Seto et le Sunrise Izumo sont couplés à Okayama.

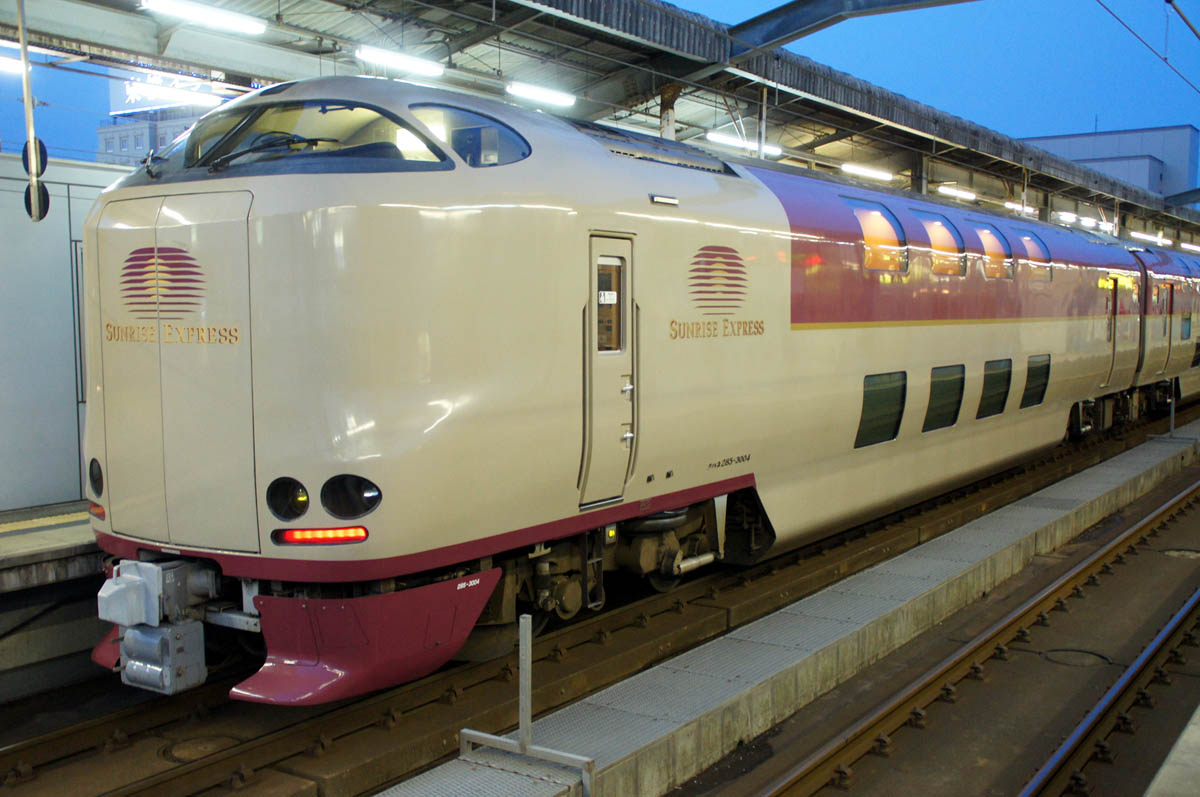
Série 285

### Intérieur
Les voitures sont équipées de lits, toilettes et douches.

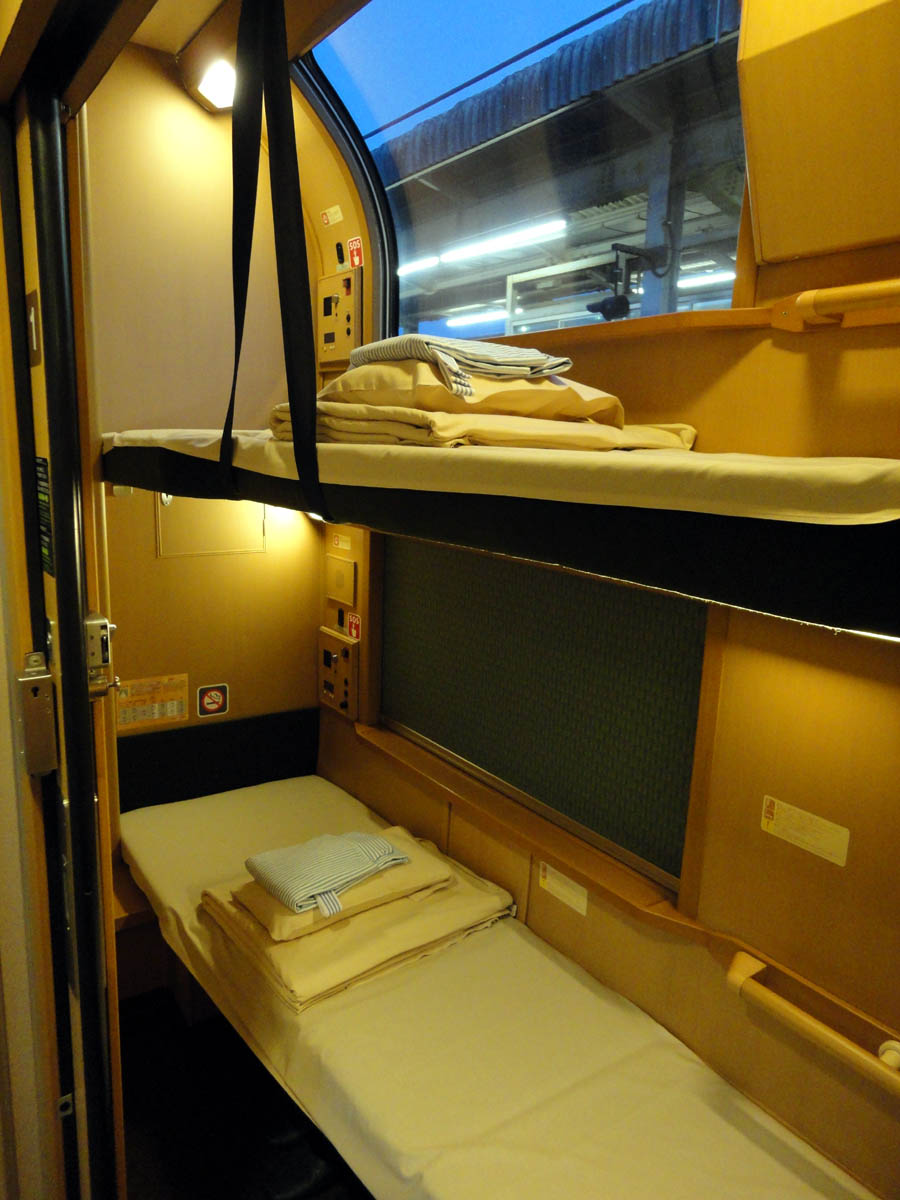
Lits simples jumeaux
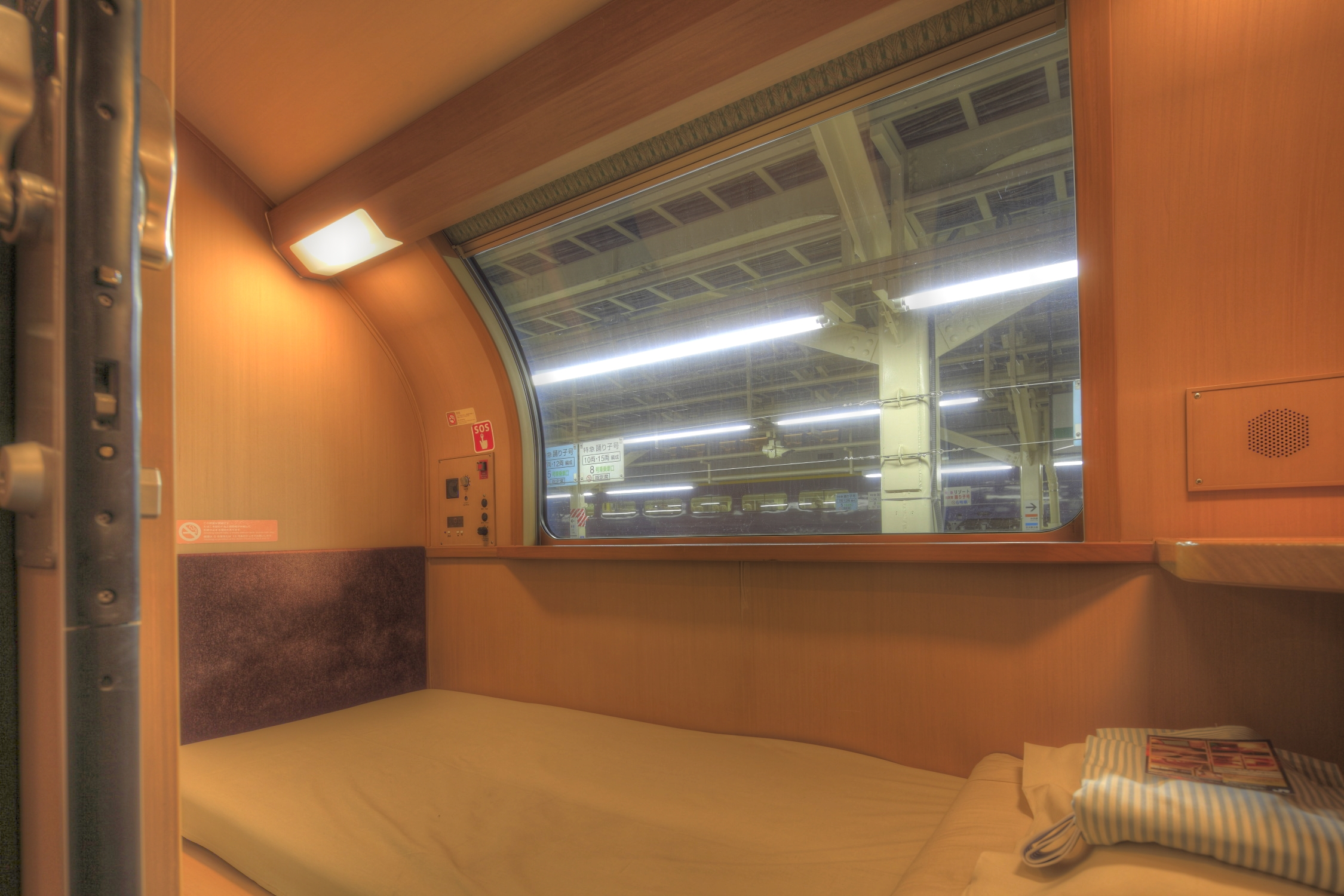
Couchettes simples
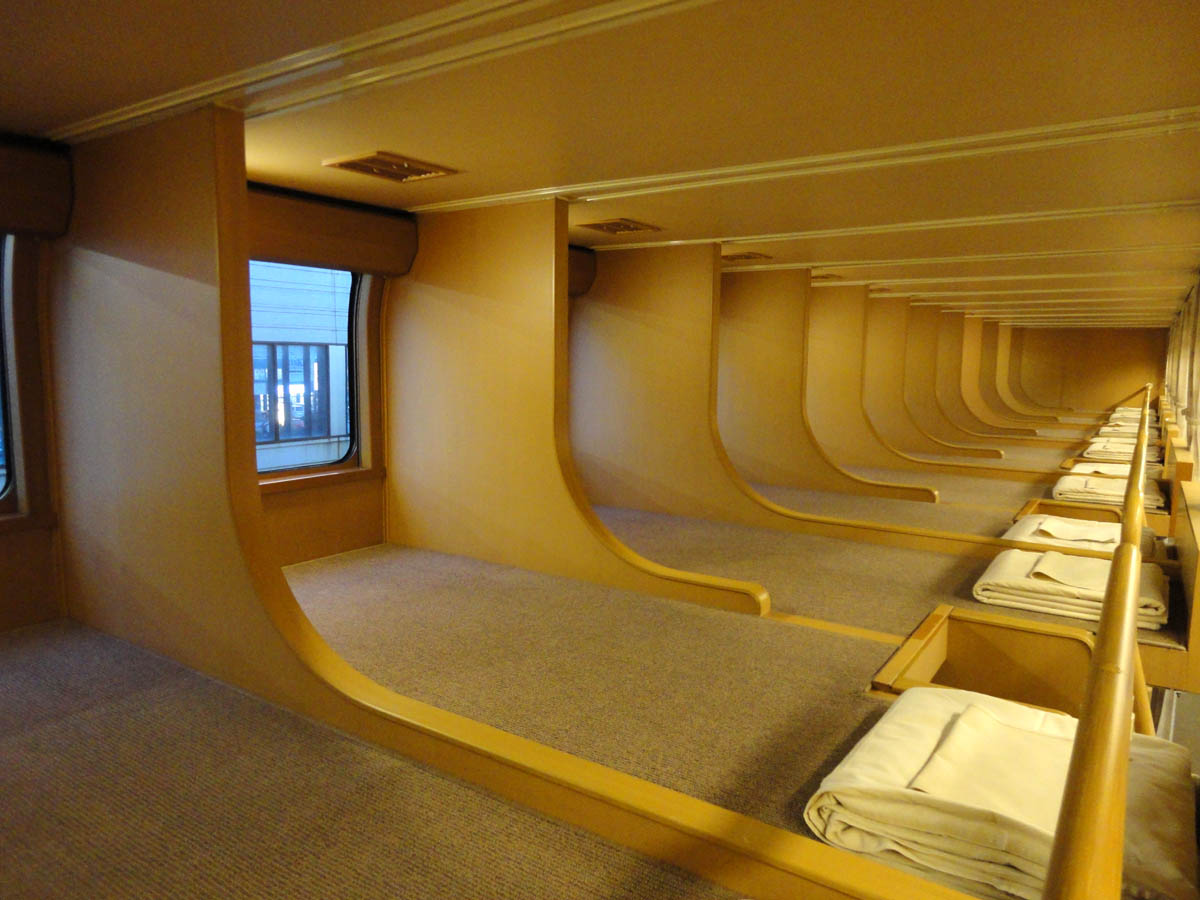
Espace Nobinobi étage supérieur
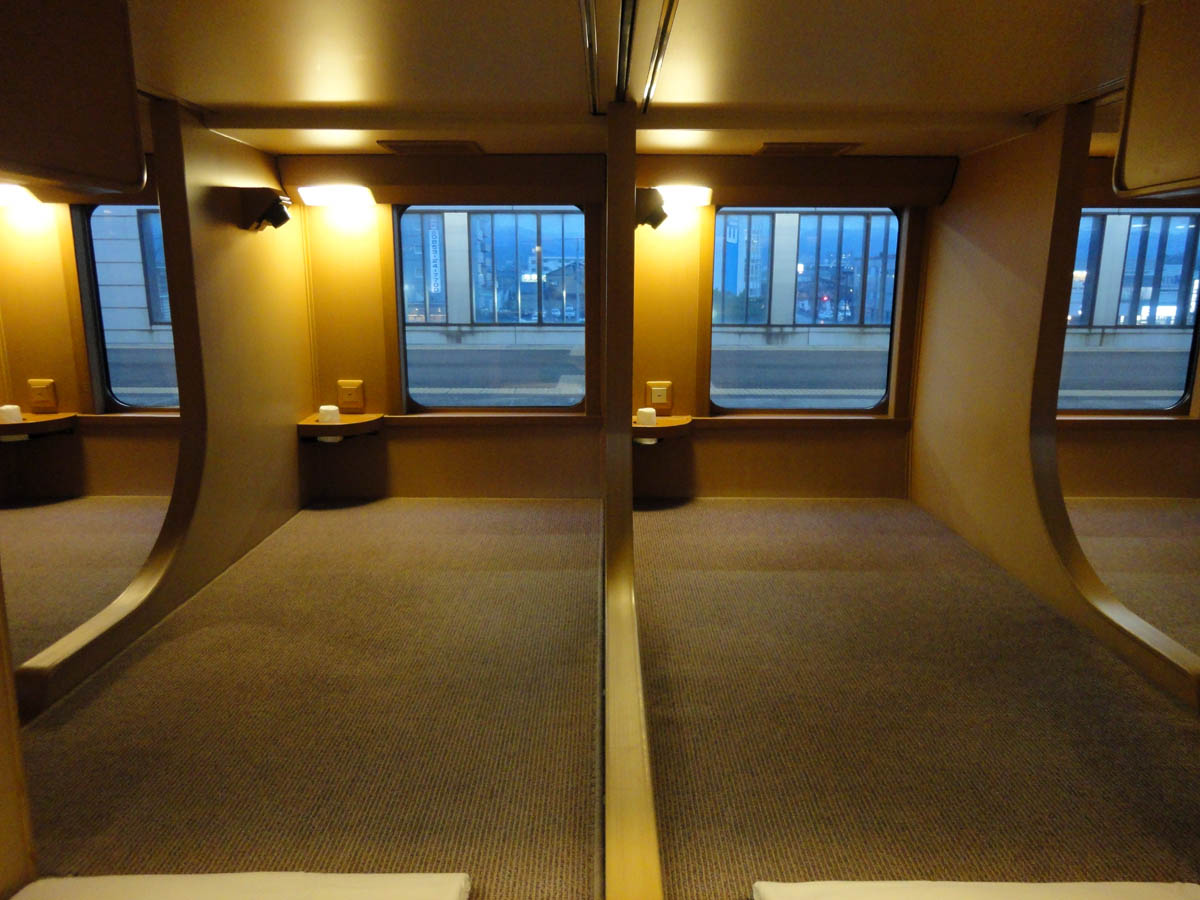
Espace Nobinobi étage inférieur
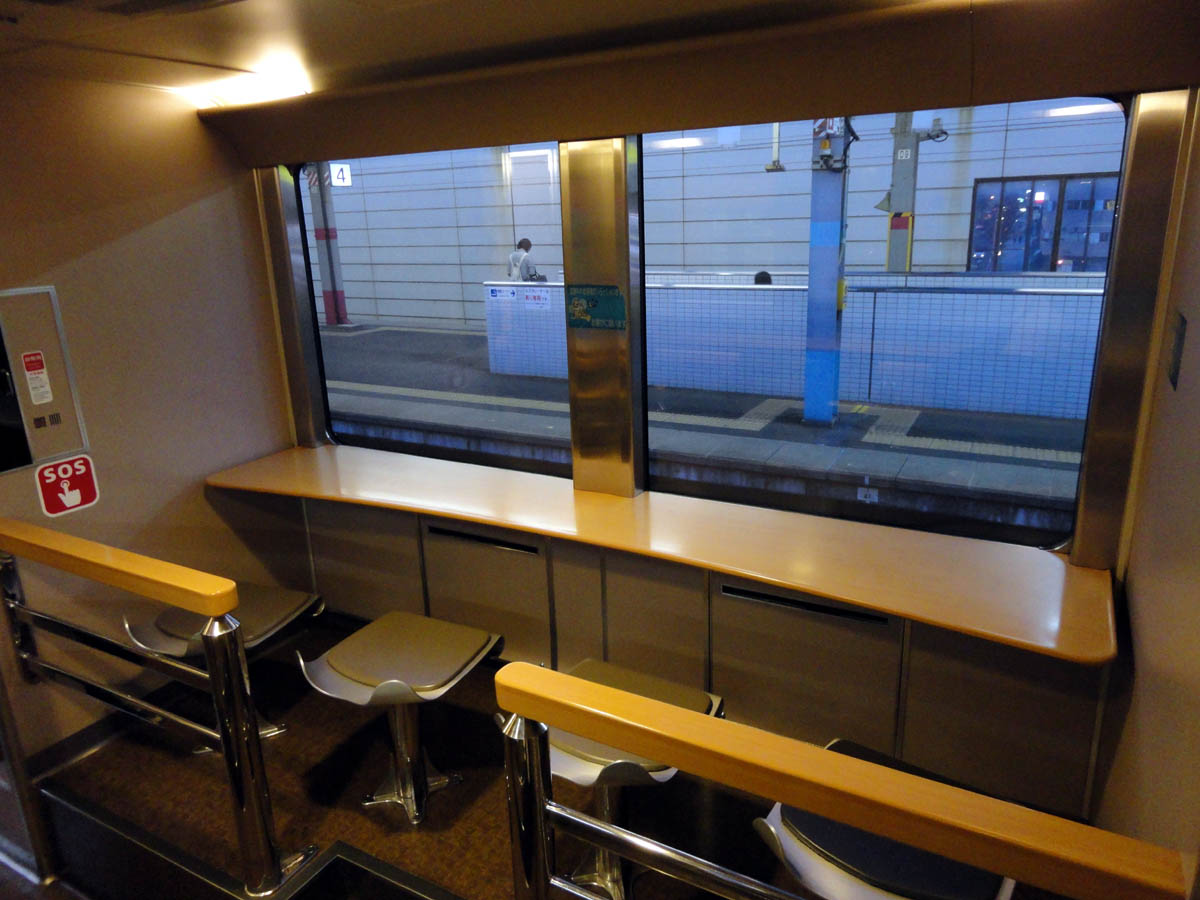
Mini saloon
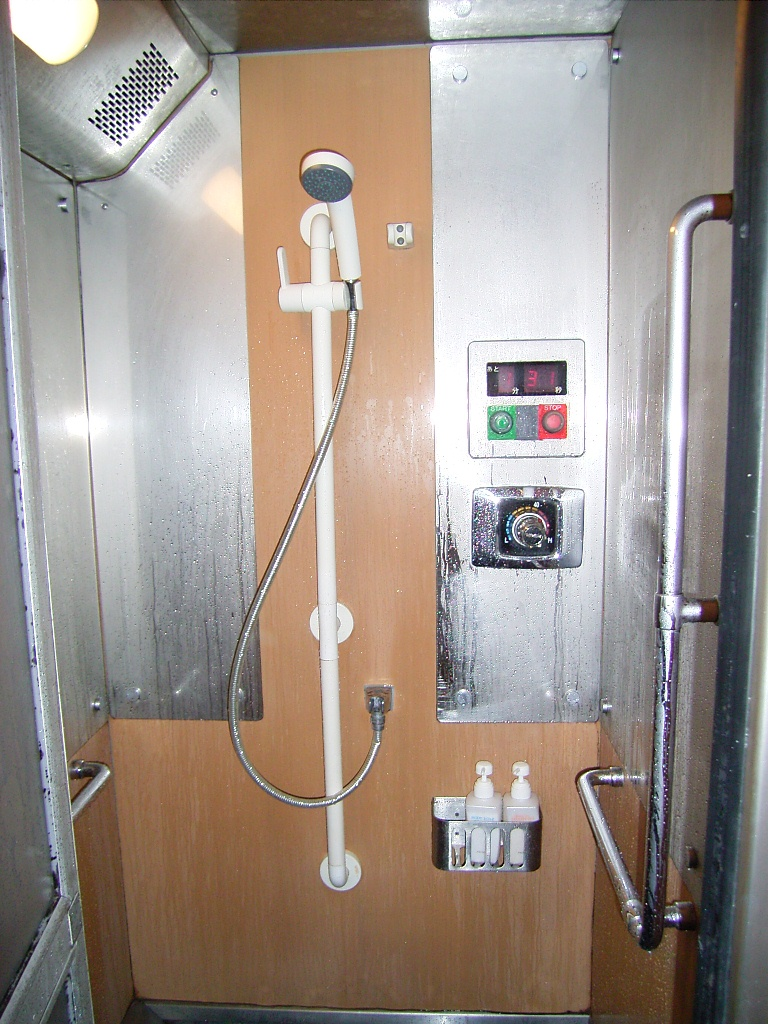
Cabine de douche

## liens externes
- (ja) サンライズ出雲・瀬戸 285系 - 西日本旅客鉄道
- (ja) JR東海車両図鑑「285系」 - 東海旅客鉄道
- (ja) JR西日本285系寝台特急形電車 JR西日本殿向 - 川崎重工業車両カンパニー
- (ja) JR東海285系寝台特急電車「サンライズエクスプレス」 - 日本車両製造